# Christian Liebig (Musiker)

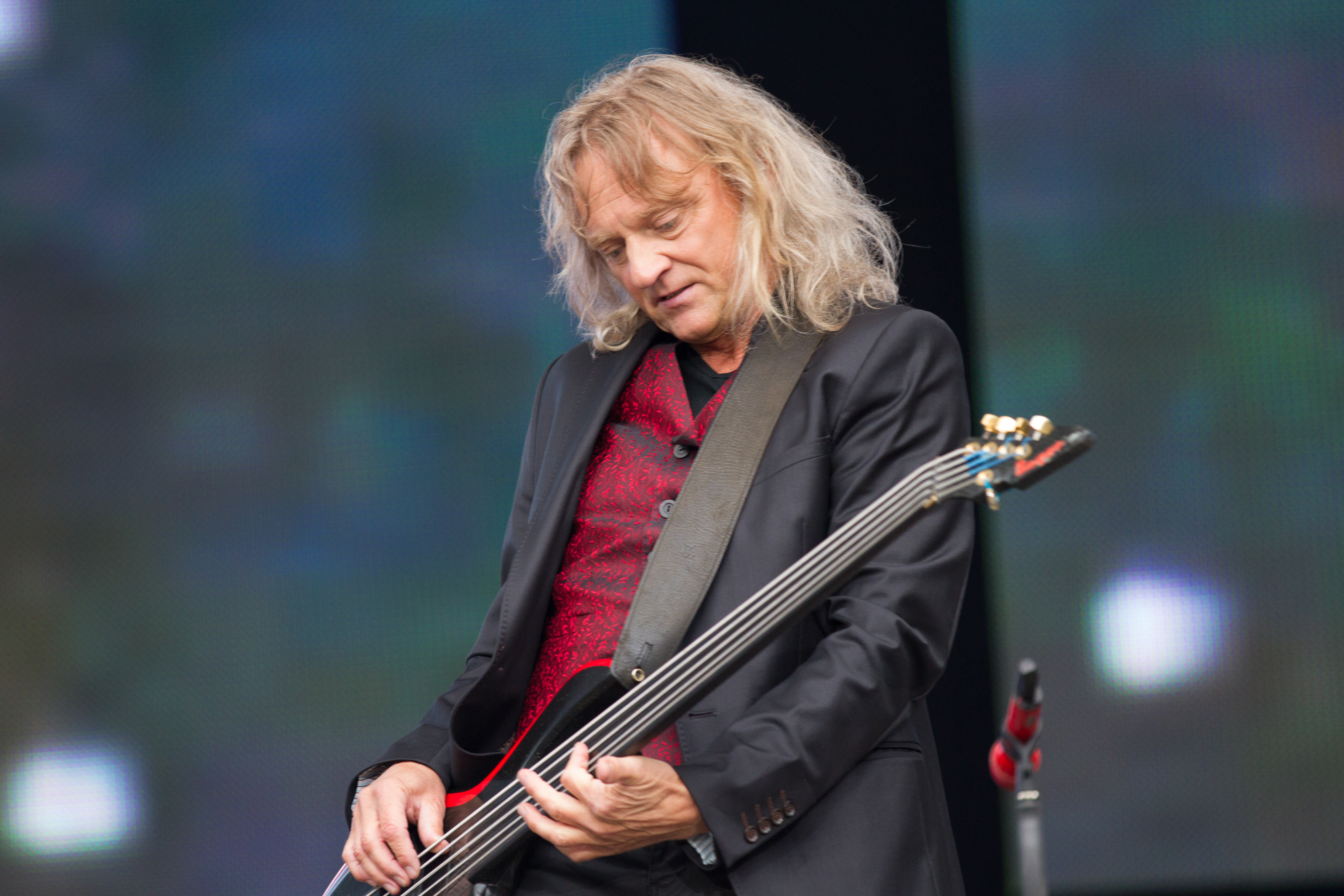
Christian Liebig 2015 beim 40. Geburtstag von Karat

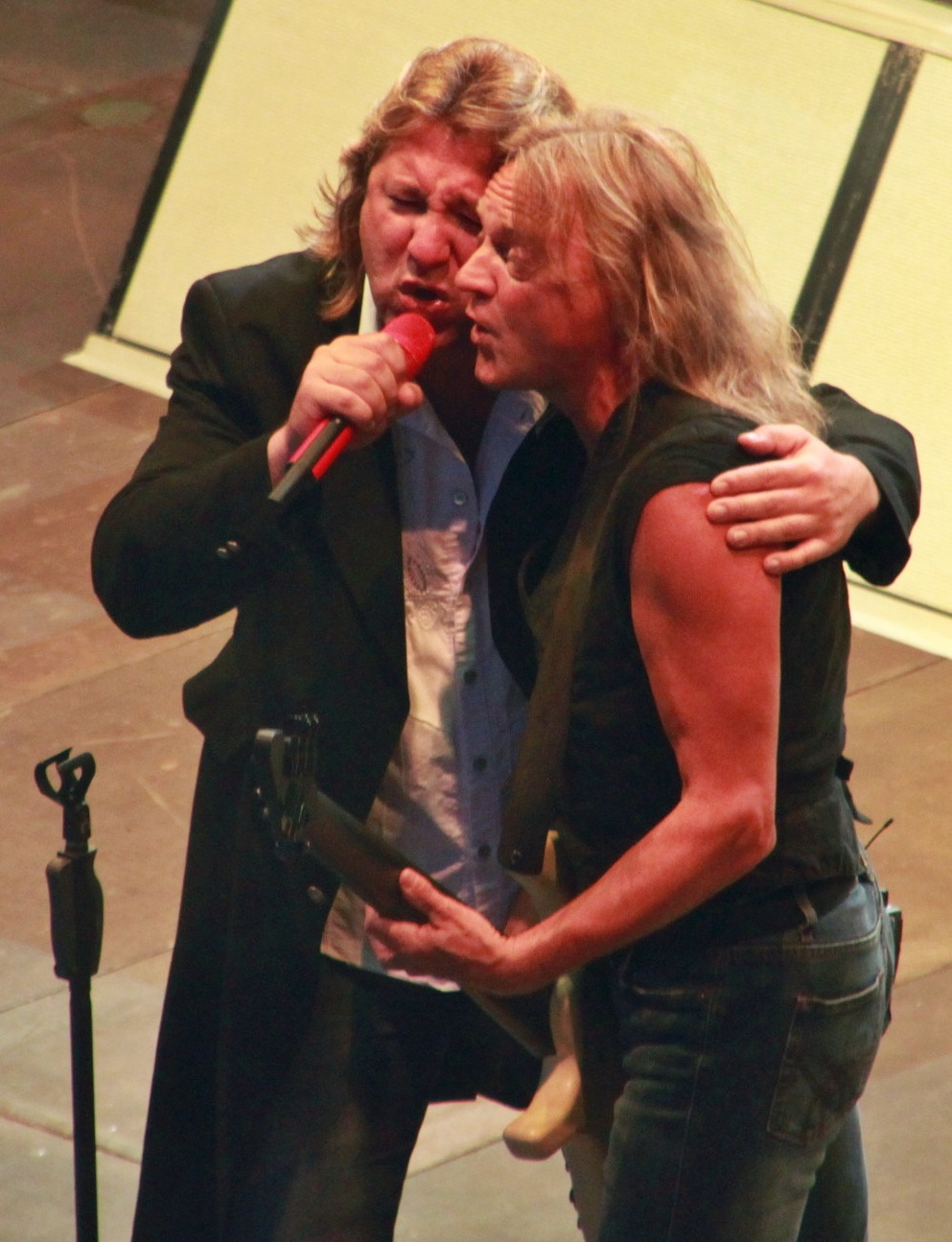
Christian Liebig (rechts) und Claudius Dreilich während eines Konzertes von Karat in Pirna (2011)

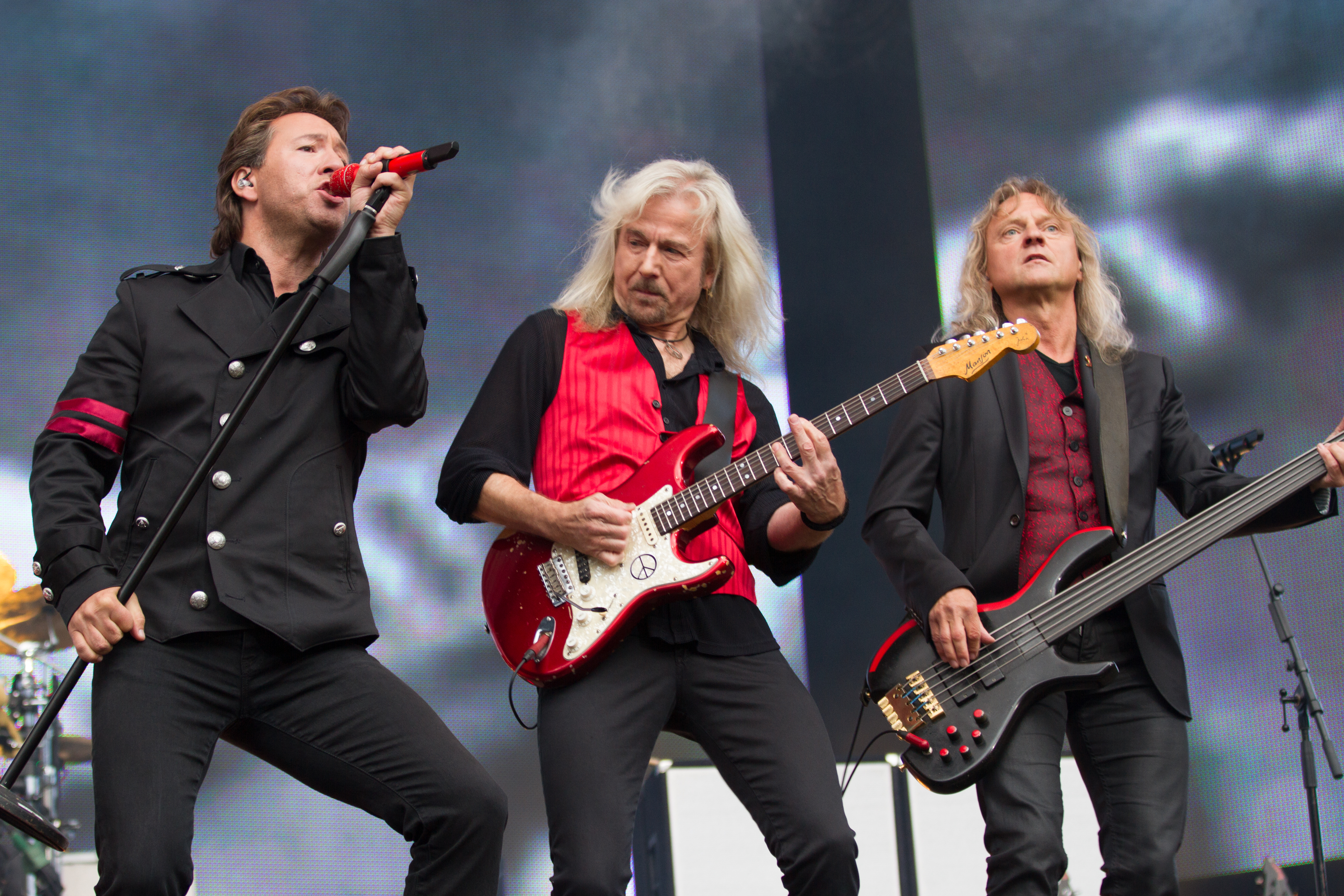
40. Geburtstag von Karat – von rechts: Christian Liebig, Bernd Römer, Claudius Dreilich

Christian Liebig (* 22. Dezember 1954 in Berlin-Biesdorf) ist ein deutscher Bassist und Rockmusiker.

## Leben und Wirken
Von 1961 bis 1971 besuchte Liebig die allgemeinbildende Oberschule in Ost-Berlin. Bis 1973 absolvierte er eine Ausbildung zum Elektromonteur im VEB Elektromontage Berlin an. Im Grundwehrdienst bei der NVA war er 1974/1975 in Burg als Funker tätig. Ab 1975 arbeitete Liebig als Betriebselektriker bei „Autotrans“ in Berlin. 
Da er schon als Bassist in einer Amateurgruppe tätig war, entschloss er sich 1976 ein Fernstudium zu beginnen, was 1977 zur Kündigung bei dem Betrieb „Autotrans“ und zur Zusammenarbeit mit verschiedenen Bands, unter anderem Freygang, führte. 1979 begann Liebig sein Hochschulstudium an der Ost-Berliner Hochschule für Musik „Hanns Eisler“, das er 1983 erfolgreich abschloss. Während seiner Studienzeit spielte Liebig unter anderem bei der Hansi Biebl Band. Von 1984 bis 1986 war er Mitglied der Bluesgruppe Engerling. 
Im Jahr 1986 kam er als Ersatz für Henning Protzmann als Bassist zu der Musikgruppe Karat. Mit Karat spielte Liebig unter anderem das Vorwende-Album Fünfte Jahreszeit ein. Im Dezember 2022 verließ Liebig die Gruppe Karat, was im Nachhinein noch zu juristischen Auseinandersetzungen mit den anderen Bandmitgliedern führte.

## Diskografie
- 1981: Der lange Weg (Hansi Biebl)
- 1987: Fünfte Jahreszeit, LP
- 1990: … im nächsten Frieden, LP
- 1991: Karat 91, LP
- 1995: Die geschenkte Stunde, CD
- 1997: Balance, CD
- 1998: Sechzehn Karat, CD
- 2000: Ich liebe jede Stunde CD
- 2001: 25 Jahre – Das Konzert, CD, VHS, DVD
- 2003: Licht und Schatten, CD
- 2005: 30 Jahre Karat, CD
- 2007: Ostrock in Klassik, CD, DVD
- 2009: Ostrock in Klassik Vol. 2, CD
- 2010: Weitergeh’n, CD
- 2013: Symphony, CD
- 2014: Rock Legenden, CD
- 2015: Seelenschiffe, CD
- und weitere Stücke auf Samplern sowie Singles.